# Џентри (Арканзас)
Џентри (енгл. Gentry) град је у америчкој савезној држави Арканзас.

## Демографија
По попису из 2010. године број становника је 3.158, што је 993 (45,9%) становника више него 2000. године.
| Група             | 2000.         | 2010.         |
| Белци             | 1.904 (87,9%) | 2.380 (75,4%) |
| Афроамериканци    | 4 (0,2%)      | 7 (0,2%)      |
| Азијати           | 7 (0,3%)      | 134 (4,2%)    |
| Хиспаноамериканци | 121 (5,6%)    | 379 (12,0%)   |
| Укупно            | 2.165         | 3.158         |